# Spinifex (botanica)
Spinifex L., 1771  è un genere di piante della famiglia delle Poacee (o Gramineae, nom. cons.).

## Tassonomia
Comprende le seguenti specie:
- Spinifex × alterniflorus Nees (S. hirsutus × S. longifolius)
- Spinifex hirsutus Labill.
- Spinifex littoreus (Burm.f.) Merr.
- Spinifex longifolius R.Br.
- Spinifex sericeus R.Br.